# Battaglia di Bloody Creek
La battaglia di Bloody Creek del 1711 venne combattuta il 10 giugno 1711, nel corso della guerra della Regina Anna, nome con cui divenne nota la guerra di successione spagnola in America. Una milizia abenaki riuscì con successo a nascondersi ed a tendere una imboscata a un gruppo di soldati inglesi nel sito oggi noto col nome di Bloody Creek dove avvenne appunto una battaglia. Il torrente era un affluente del fiume Annapolis presso l'attuale Carleton Corner, Nuova Scozia, e fu anche luogo di una seconda battaglia nel 1757.
La battaglia venne in parte orchestrata dai capi della Nuova Francia per indebolire gli inglesi ad Annapolis Royal. Gli inglesi avevano infatti catturato il forte appena l'anno precedente ed avevano solo un tenue controllo dell'area. La battaglia, nella quale l'intera forza inglese venne catturata o uccisa, permise ai nativi ed ai francesi di bloccare il porto di Annapolis Royal. Sprovvisti di armi pesanti, le forze non furono ad ogni modo di attaccare il forte ed abbandonarono l'assedio prima ancora che i rinforzi inglesi potessero arrivare via mare.

## Antefatto
Port Royal, la capitale della colonia francese dell'Acadia, fondata nel 1604, ad appena un anno dalla fondazione della colonia dell'Acadia, fu la capitale per più di cento anni degli insediamenti francesi nell'area. Di conseguenza essa divenne il punto focale del conflitto tra coloni inglesi del New England e acadiani. La città venne distrutta nel 1613 da razziatori inglesi guidati da Samuel Argall, ma venne ricostruita. Nel 1690 venne catturata dalle forze della Provincia della Massachusetts Bay, anche se tornò alla Francia il 20 settembre 1697 in virtù del trattato di Ryswick.
Nel 1710 l'assedio Port Royal in una spedizione inglese al comando di Francis Nicholson riuscì a catturare Port Royal per gli inglesi. Il villaggio venne rinominato Annapolis Royal con Samuel Vetch nominato governatore della Nuova Scozia ed il forte rinominato Fort Anne. Questa spedizione portò la guarnigione locale a 450 uomini, composti da una combinazione di marines inglesi e dalla milizia provinciale del New England. La guarnigione venne rinforzata con truppe regolari nei mesi successivi, anche se comunque gli inglesi avevano il controllo effettivo solo sul forte e sull'area circostante il villaggio. I termini della capitolazione avevano previsto che i residenti si vedessero protette le loro terre per 3 km attorno al forte qualora avessero giurato fedeltà alla corona britannica. Su un totale di 481 acadiani, alla metà di giugno del 1711, ad ogni modo, erano solo 57 quelli che avevano prestato giuramento.
Quando la notizia della caduta di Port Royal raggiunse la Francia, il ministro della marina Louis Phélypeaux, conte di Pontchartrain ordinò ad Antoine Gaulin, un missionario cattolico, di cercare una alleanza con la confederazione wabanaki indiana negli attuali stati del Maine e del Nuovo Brunswick, per tentare di schiacciare gli inglesi ad Annapolis Royal così da non poter avere tranquillità nella gestione del territorio appena acquisito. Bernard-Anselme d'Abbadie de Saint-Castin, il meticcio acadiano (padre francese e madre penobscot), ottenne il comando militare dell'Acadia, ed anch'egli ottenne dei simili ordini da parte del governo francese.

## Preludio
Il primo inverno fu particolarmente difficile per la guarnigione inglese, ridotta all'inizio del 1711 a soli 240 "uomini effettivi, ufficiali inclusi" a causa di morti, malattie e diserzioni. Essi avevano avuto difficoltà a reperire approvvigionamenti e materiali per riparare il forte per la riluttanza degli acadiani ad aiutarli. Questa riluttanza era dovuta in parte all'attività di propaganda di Saint-Castin e Gaulin — gli acadiani di Annapolis Royal si rifiutarono di andare a fare la legna adducendo come scusa il terrore di essere attaccati dagli indiani. Per contrario, gli inglesi iniziarono ad inviare uomini armati per proteggere i taglialegna. Questi boscaioli vennero inviati presso il fiume Annapolis ed i tronchi tagliati vennero fatti poi discendere lungo il fiume. Nel maggio del 1711 il governatore Vetch ricevette la notizia che questi lavoratori erano stati attaccati dai popoli Mi'kmaq e abenaki che si opponevano al governo britannico. In questi rapporti si notava inoltre che l'area del forte era "ancora infestata sempre più da indiani imboscati", e che gli abitanti del villaggio con il banlieu (la protezione di tre miglia attorno al villaggio) erano ancora impauriti. Disperato per la mancanza di riparazioni al forte, Vetch organizzò una forza di 70 uomini della milizia del New England al comando del capitano David Pigeon che accompagnarono il geniere del forte in una spedizione lungo il fiume. Le istruzioni di Pigeon erano di assicurare i taglialegna che sarebbero stati pagati e protetti se avessero portato il legname al forte, ma che vi sarebbero state "severe conseguenze" in caso contrario.
Poco prima della partenza della compagnia di Pigeon, una forza indiana organizzata da Gaulin e da Saint-Castin giunse nell'area a nord di Annapolis Royal, con istruzioni di disturbare e imboscarsi per danneggiare gli inglesi quando se ne fosse presentata l'opportunità. L'esatta grandezza e composizione di queste forze non ci è nota con precisione. Vetch riportò che erano 150 uomini in tutto, ma altre fonti ne indicano 50. Molti storici hanno riportato che queste forze erano composte da abenaki, e Geoffrey Plank ritiene vi fossero anche alcuni Mi'kmaq. Il tenente britannico Paul Mascarene pensò per qualche tempo che vi fossero coinvolti anche alcuni acadiani, ma ebbe modo di constatare ben presto il contrario. L'identità e l'appartenenza del capo degli indiani stessi era incerta; il governatore Vaudreuil riportò che essi erano guidati da un certo l'Aymalle.

## La battaglia
Gli inglesi lasciarono Annapolis Royal il 10 giugno con una baleniera e due navi da carico, risalendo il fiume Annapolis. Ritardati sul percorso, la notizia della loro partenza li precedette sul campo, dando così agli indiani il tempo di preparare una imboscata presso la foce del torrente poi noto col nome di Bloody Creek. La baleniera era più veloce sull'acqua e si trovava a 1,6 km di distanza rispetto alle due navi da carico quando raggiunse il sito dell'imboscata. La sorpresa fu completa: tutti gli uomini della baleniera ad eccezione di uno vennero uccisi. Sentendo gli spari, le altre due navi si diressero velocemente verso la baleniera. Questo li espose al fuoco degli indiani dalla spiaggia con perdite significative prima di essere circondati e costretti alla resa. I morti inglesi furono 16, con 9 feriti ed il resto catturati come prigionieri.

## Conseguenze

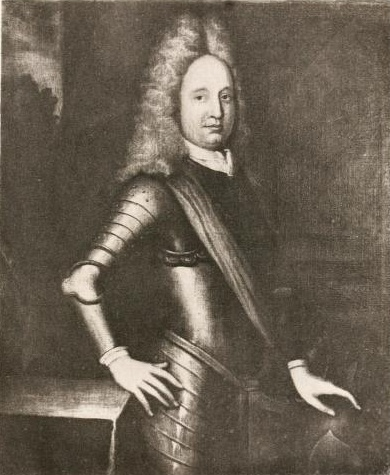
Il governatore della Nuova Scozia, Samuel Vetch

La vittoria a Bloody Creek rivitalizzò la resistenza locale e spinse diversi acadiani a ritirarsi a nord. Poco dopo una forza di 600 guerrieri composta da acadiani, abenaki e Mi'kmaq, riuscirono a bloccare Fort Anne guidati da Gaulin e da Saint-Castin. La guarnigione di difesa era di minima portata, ma gli attaccanti non disponevano di artiglieria e pertanto non riuscirono a colpire il forte, mentre quest'ultimo continuava a ricevere rifornimenti dal mare. Gaulin si recò a Plaisance a Terranova per ottenere nuovi rifornimenti ed una nave per l'assedio; il governatore Philippe Pastour de Costebelle concesse i rifornimenti, ma la nave ebbe la sfortuna di incontrare il grosso della flotta inglese e venne catturata. La medesima spedizione abbandonò il suo intento di attaccare la città di Quebec quando otto delle sue navi si incagliarono negli scogli del fiume San Lorenzo; il governatore Vetch, che aveva accompagnato la spedizione come capo della milizia provinciale, fece ritorno ad Annapolis Royal con 200 militi dopo che gli assediati si furono ritirati.
Annapolis Royal rimase nelle mani degli inglesi per il resto della guerra, ma acadiani e indiani continuaron oa resistere agli inglesi anche dopo che la pace fu raggiunta e l'Acadia era ormai formalmente stata ceduta alla Gran Bretagna in virtù del Trattato di Utrecht del 1713. Questa resistenza venne motivata dal desiderio francese di riprendere l'Acadia e dalle motivazioni di abenaki e mi'kmaq, che non erano stati resi partecipi delle trattative di Utrecht, e che reclamavano le loro terre agli inglesi. Le dispute indiane portarono alla guerra di padre Rale negli anni venti del Settecento; essa venne combattuta essenzialmente nel New England settentrional, ma i coloni inglesi in Nuova Scozia vennero anch'essi attaccati. Le dispute tra inglesi e francesi sull'Acadia/Nuova Scozia non vennero risolte sino alla conquista inglese durante la guerra dei sette anni e l'espulsione degli acadiani negli anni cinquanta del XVIII secolo. Il sito fu nuovamente luogo di una battaglia durante la guerra dei sette anni, e venne designata dal governo canadese come sito storico nazionale.